# Masaharu Homma
Masaharu Homma (jap. 本間 雅晴 Honma Masaharu; ur. 28 stycznia 1888 w Sado, zm. 3 kwietnia 1946 w Manili) – japoński wojskowy, generał porucznik Armii Cesarskiej, jeden z dowódców sił japońskich na Filipinach, obarczony winą za organizację bataańskiego marszu śmierci. Generał Homma z uwagi na swoje zainteresowanie sztuką nazywany był przez swoich podkomendnych Generałem Poetą.

## Życiorys
Urodził się na japońskiej wyspie Sado. Po ukończeniu szkoły wojskowej został przydzielony do sztabu głównego. W trakcie I wojny światowej wysłano go do Francji, aby obserwował działania wojsk brytyjskich. Po zakończeniu wojny został wykładowcą w akademii wojskowej, po czym wysłano go do Indii. Służył pod dowództwem wielu oficerów, a w 1927 r. mianowano go adiutantem brata cesarza Japonii, Hirohito. W 1938 r. uzyskał stopień generała porucznika i powierzono mu dowództwo 27. Dywizji w Tiencinie w Chinach. W 1940 r. dowodził Armią Formozy (obecnie Tajwan). Na miesiąc przed atakiem na Pearl Harbor otrzymał rozkazy dotyczące zbliżającej się wojny ze Stanami Zjednoczonymi. Celem generała Masaharu Homma miały być Filipiny. Jego siły wylądowały w północnej części wyspy Luzon pod koniec grudnia 1941 r. Inna natomiast grupa wylądowała kilka dni później w pobliżu Manili. Zgodnie z oczekiwaniami Homma miał zająć całe Filipiny do końca stycznia 1942. Manila upadła wcześniej, jednak wojska Stanów Zjednoczonych i Filipin wycofały się na Półwysep Bataan. Był on odpowiednią pozycją defensywną, lecz próby dostarczenia zaopatrzenia dla oblężonej armii amerykańskiej zakończyły się niepowodzeniem.
Od 1 stycznia do 9 kwietnia 1942 brał udział w oblężeniu a następnie zdobyciu Bataanu przez siły japońskie. Po kapitulacji wojsk amerykańsko-filipińskich w dniu 9 kwietnia 1942 r., do japońskiej niewoli trafiło ponad 70 000 jeńców. Zorganizowany w 1942 r. przez generała Hommę marsz miał na celu przetransportowanie jeńców wojennych z filipińskiej prowincji Bataan do oddalonego o 160 km obozu w Nueva Ecija. Jeńcy zmuszeni byli iść przez tydzień w palącym słońcu, pozbawieni jedzenia i picia. Każda próba sprzeciwienia się wojskowym, a nawet zatrzymania się na odpoczynek, równoznaczna była z wyrokiem śmierci. Do miejsca przeznaczenia z początkowej liczby 70 tysięcy dotarło jedynie 54 tysiące osób. W maju 1942 r., kilka tygodni po podboju Bataanu padła wyspa Corregidor, wskutek czego cały obszar Filipin został zajęty przez wojska Hommy. W sierpniu 1942 r. Homma wrócił do Japonii, a w 1943 r. objął stanowisko ministra.
Po kapitulacji Japonii we wrześniu 1945 roku bataański marsz śmierci uznano za zbrodnię wojenną. Amerykański generał Douglas MacArthur rozkazał aresztować Hommę, który został przewieziony na Filipiny. W styczniu 1946 został postawiony przed trybunałem wojskowym w Manili. Słuchając zeznań świadków przedstawiających okrucieństwa dokonane podczas marszu śmierci, Homma stwierdził z naciskiem, że nie miał żadnej wiedzy o tych wydarzeniach, jednak prokuratura utrzymywała, że był odpowiedzialny za działania swoich oddziałów jako głównodowodzący. Trybunał uznał go za winnego popełnionych zbrodni i skazał na karę śmierci. Jego żona miała osobiście zwrócić się do Douglasa McArthura o darowanie mu życia, lecz niczego nie osiągnęła. 3 kwietnia 1946 r. wyrok wykonano poprzez rozstrzelanie.
Proces i stracenie Masaharu Hommy wprowadziły nową interpretację kodeksu sprawiedliwości wojskowej. Od tej chwili dowódcy byli zobowiązani nadzorować działania swych ludzi lub przyjąć odpowiedzialność za konsekwencje ich poczynań.